# 36 ق هـ
36 ق هـ هي السنة السادسة والثلاثون السابقة للهجرة النبوية، وهي توافق ما بين سنتي 586 و587 حسب التقويم الميلادي، أي أنها بدأت في سنة 586م وانتهت في سنة 587م.